# Dragon’s Dogma 2
Dragon’s Dogma 2 — компьютерная игра в жанре action/RPG, разработанная и изданная компанией Capcom. Игра является продолжением Dragon’s Dogma. Игра вышла 22 марта 2024 года для платформ Windows, PlayStation 5 и Xbox Series X/S.

## Игровой процесс
Игра представляет собой ролевой экшн с видом от третьего лица. Перед прохождением игрок может выбрать т. н. «призвание» (аналог классического игрового класса), которое имеет уникальный стиль прохождения и способности. Например, рыцарь вооружен мечом и может парировать атаки с помощью щита, в то время как вор ориентирован на уклонение, а не на защиту. На протяжении сюжетной кампании игрока сопровождают неигровые персонажи («пешки»), которые постепенно присоединяются к его отряду. Эти союзники будут помогать в бою, открывать побочные задания и предоставлять информацию о врагах. Компаньона можно будет настраивать по своему вкусу, а также нанимать двух дополнительных, созданных другими игроками (как и в первой части).
Действие игры разворачивается в бесшовном открытом мире, который в четыре раза больше карты из первой игры. В игре будут запланированы случайные события, а также присутствует динамичный цикл смены дня и ночи, при этом враги становятся более могущественными в тёмное время суток. По данным разработчиков, действие сиквела происходит в «параллельном мире» оригинала, в связи с чем в игре будут уникальные персонажи, фракции и квесты. Согласно сюжету главный герой оказывается втянутым в геополитический конфликт между двумя королевствами: Вермонтом и Батталом.

## Разработка
Главным руководителем Dragon’s Dogma 2 был назначен Хидэаки Ицуно. Одной из главных целей команды разработчиков было внесение улучшений в игровую механику (базирующуюся на первой части) и добавление новых функции, которые не попали в оригинал из-за недоступности нужных технологий на момент его производства. По словам Ицуно, его команда делает ставку не на инновации, а на насыщенность мира: «сиквел, возможно, не будет включать в себя большого количества вещей, которые будут казаться совершенно новыми или отличающимися от проектов-конкурентов, но будет более отшлифован и улучшен, чтобы предоставить игрокам более захватывающую сюжетную RPG и приключенческий экшен». Например, разработчики добавили больше диалогов для персонажей-компаньонов (о чём просили фанаты после релиза первой части), а также вдохновлялись такими играми как Grand Theft Auto V при создании игрового мира, например, позаимствовав случайные события.
Официальный анонс проекта состоялся в июне 2022 года. Релиз игры запланирован на 22 марта 2024 года для PlayStation 5, Windows и Xbox Series X/S.

## Отзывы
| Русскоязычные издания | Русскоязычные издания |
| Издание               | Оценка                |
| --------------------- | --------------------- |
| StopGame.ru           | Похвально             |

Игра была высоко оценена специализированной прессой, версии для PlayStation 5 и Xbox Series X/S получили «в целом положительные отзывы», а для ПК — «всеобщее признание». Несмотря на простой сюжет и проблемы с производительностью на консолях (выявленные на старте), многие критики сошлось во мнении, что это одна из лучших RPG последнего десятилетия.